# Begonia tenuifolia
Espèce
Synonymes
- Begonia erosa Blume[1]
- Begonia lineata N.E.Br.[1]
- Begonia rupicola Miq.[1]
- Begonia varians A.DC.[1]
- Casparya erosa (Blume) A.DC.[1]
- Diploclinium tenuifolium (Dryand.) Miq.[1]
- Platycentrum erosum (Blume) Miq.[1]
- Platycentrum rupicolum (Miq.) Miq.[1]
- Platycentrum tenuifolium (Dryand.) Miq.[1]
- Sphenanthera erosa (Blume) Hassk. ex Klotzsch[1]

Begonia tenuifolia est une espèce de plantes de la famille des Begoniaceae. Ce bégonia est originaire d'Indonésie. L'espèce fait partie de la section Parvibegonia. Elle a été décrite en 1791 par Jonas Carlsson Dryander (1748-1810). L'épithète spécifique tenuifolia signifie « à feuilles minces ».

## Répartition géographique
Cette espèce est originaire du pays suivant : Indonésie.